# Silver Muse
Silver Muse es un crucero de lujo propiedad de Silversea Cruises. El nuevo buque insignia construido por Fincantieri en Génova se unió a la compañía en abril de 2017.

## Características
Silver Muse tiene un tonelaje de 40.700 GT y tiene capacidad para 596 pasajeros y 411 miembros de la tripulación.
El crucero ofrece lujosos camarotes que incluyen varios tipos de suites con diversas comodidades. Cada uno de los camarotes de la embarcación tiene balcón.
Silver Muse tiene ocho restaurantes designados, incluidos Kaiseki, Indochine, Atlantide, La Terrazza, La Dame y otros. Todos los lugares para comer tienen un sofisticado diseño interior y sirven platos de diversas cocinas.
Los lugares públicos de Silver Muse incluyen Panorama Lounge, Fitness Center, Casino, Zagara Beauty Spa, Pool Deck y otros.

## Ruta
Silver Muse opera varios viajes en Europa, África, Australia, Nueva Zelanda y el Caribe.